# Ramphastides
Ramphastides là một phân thứ bộ thuộc bộ Gõ kiến (Piciformes). Trước đây, các loài thuộc phân thứ bộ này (trừ Ramphastidae) thuộc chung một họ duy nhất, Capitonidae. Tuy nhiên, khi đó chúng lại thành nhóm cận ngành với Ramphastidae, nên họ Capitonidae được tách thành bốn họ khác nhau.

## Phân loại
Phân thứ bộ Ramphastides bao gồm 5 họ còn tồn tại. Đôi khi chúng cũng được coi là liên họ Ramphastoidea.
- Phân thứ bộ Ramphastides
  - Megalaimidae
  - Lybiidae
  - Capitonidae
  - Semnornithidae
  - Ramphastidae